# Partido Republicano de Georgia
El Partido Republicano de Georgia (en georgiano: საქართველოს რესპუბლიკური პარტია) es un partido político liberal de Georgia, siendo el más antiguo en funcionamiento en el país.

## Historia
El Partido Republicano de Georgia surgió como una organización política clandestina en la RSS de Georgia el 21 de mayo de 1978 y hacía campaña por una Georgia independiente, por los derechos humanos y por una economía de libre mercado. Sin embargo, los principales miembros del partido fueron arrestados por la KGB entre 1983 y 1984 y encarcelados bajo la acusación de "campaña y propaganda antisoviética". 
En las primeras elecciones multipartidistas de Georgia, celebradas el 28 de octubre de 1990, los republicanos ganaron tres escaños en el Consejo Supremo de Georgia y se unieron a la facción del Centro Democrático, que se oponía a la mayoría de la Mesa Redonda-Georgia Libre y a su líder Zviad Gamsajurdia. En junio de 1991, el partido obtuvo el 20% de los votos en la república autónoma de Ayaria, donde se convirtió en una importante oposición al régimen cada vez más autoritario de Aslan Abashidze. Tras la caída de Gamsajurdia en un golpe de Estado en enero de 1992, los republicanos estuvieron representados en un Consejo Estatal provisional de Georgia y formaron un grupo parlamentario de oposición en el Parlamento de Georgia con 10 miembros tras las elecciones del 11 de octubre de 1992, pero no lograron obtener ningún escaño en las dos elecciones parlamentarias siguientes. Sin embargo, muchos miembros del partido siguieron participando activamente en la sociedad civil y criticaron al gobierno cada vez más impopular de Eduard Shevardnadze.
En 2002, el partido forjó una alianza con el Movimiento Nacional Unido (MNU) de Míjeil Saakashvili y compartió su éxito en las elecciones locales de 2002 y las parlamentarias de 2003. El partido fue decisivo en la Revolución de las Rosas de 2003, que obligó a Shevardnadze a dimitir, y desempeñó un papel destacado en la destitución de Aslan Abashidze durante la crisis de Ayaria de 2004. Los republicanos se presentaron de forma independiente en las elecciones legislativas de Ayaria en junio de 2004, pero lograron asegurarse sólo tres escaños de los 30 miembros del Consejo Supremo de Ayaria. El partido acusó al MNU de haber manipulado las elecciones y la disputa dio lugar a la división final entre los antiguos aliados. En 2005, los miembros republicanos del parlamento de Georgia se unieron con el Partido Conservador de Georgia y algunos parlamentarios no partidistas en la facción opositora Frente Democrático liderada por Davit Berdzenishvili, el miembro veterano del partido.
Los republicanos se opusieron moderadamente a la administración de Saakashvili hasta 2012. Se unieron a otros partidos de oposición en las manifestaciones antigubernamentales de 2007 y apoyaron al candidato conjunto de la oposición, Levan Gachechiladze, en las primeras elecciones presidenciales de 2008.Tras el revés político sufrido en las elecciones parlamentarias de 2008, el Partido Republicano de Georgia forjó una alianza con el Partido Nuevas Derechas el 8 de diciembre de 2008. Ambos partidos se unieron en Alianza por Georgia liderada por Irakli Alasania, ex enviado de Georgia a las Naciones Unidas en febrero de 2009.
En 2009, Davit Usupashvili fue elegido presidente del partido y para las elecciones de 2012, se unió a la coalición de Sueño Georgiano, que ganó las elecciones. El entonces presidente fue designado presidente del Parlamento de Georgia, mientras que el también republicano Paata Zakereishvili fue nombrado ministro de Reintegración del nuevo gobierno. El partido abandonó la coalición en marzo de 2016 y anunció que se preparaba para las elecciones parlamentarias de 2016 por separado. En las elecciones siguientes, el Partido Republicano no logró superar el umbral del cinco por ciento y pasó a ser extraparlamentario. En las elecciones parlamentarias de 2020, el partido se unió a la coalición electoral La fuerza está en la unidad, liderada por el Movimiento Nacional Unido, y ganó dos escaños en el Parlamento. 
Tras las protestas en Georgia de 2023 contra la ley de agentes extranjeros, la presidenta del país Salomé Zurabishvili promovió la Carta de Georgia, un plan para la próxima legislatura en con el objetivo de satisfacer las demandas de los manifestantes y acercar al país a la Unión Europea. El partido, junto con otros partidos de la oposición al gobierno de Sueño Georgiano, se adhirió al estatuto el 4 de junio de 2024. A su vez, para las elecciones parlamentarias de 2024, el partido se unió a la coalición Coalición por el Cambio junto a Ajali, Droa y Girchi-Más Libertad.

## Resultados electorales

### Elecciones parlamentarias
| Elección | Votos     | %     | Representantes | +/–   | Posición | Coalición                            | Candidato            |
| -------- | --------- | ----- | -------------- | ----- | -------- | ------------------------------------ | -------------------- |
| 1990     | 40.769    | 1,76  | 3/250          | Nuevo | 7.º      | Georgia Democrática                  | Vajtang Dzabiradze   |
| 1992     | 277.496   | 12,06 | 7/235          | 4     | 2.º      | Bloque 11 de Octubre                 | Vajtang Dzabiradze   |
| 1995     | 35.051    | 1,75  | 1/235          | 6     | 17.º     |                                      | Vajtang Dzabiradze   |
| 1999     | 95.039    | 4,74  | 0/235          | 1     | 5.º      |                                      | Ivliane Jaindrava    |
| 2004     | 992.275   | 67,75 | 5/150          | 5     | 1.º      | Movimiento Nacional Unido-Demócratas | Davit Berdzenishvili |
| 2008     | 67.037    | 3,78  | 2/150          | 3     | 5.º      |                                      | Davit Usupashvili    |
| 2012     | 1.181.862 | 54,97 | 8/150          | 8     | 1.º      | Sueño Georgiano                      | Davit Usupashvili    |
| 2016     | 27.264    | 1,55  | 0/150          | 8     | 8.º      |                                      | Davit Usupashvili    |
| 2020     | 523.127   | 27,18 | 2/150          | 2     | 2.º      | La fuerza está en la unidad          | Jatuna Samnidze      |

### Elecciones locales
| Elección | Votos  | %    | Representantes | +/–         | Coalición      | Posición |
| -------- | ------ | ---- | -------------- | ----------- | -------------- | -------- |
| 2017     | 11.121 | 0,74 | 0/2043         | Nuevo       | -              |          |
| 2021     | 23.629 | 1,34 | 0/2068         | Sin cambios | Tercera Fuerza |          |